# SMILE×SMILE
『SMILE×SMILE』（スマイル スマイル）は、飯塚雅弓の7枚目のオリジナルアルバム。2003年7月24日に徳間ジャパンコミュニケーションズから発売された。

## 概要
『虹の咲く場所』から1年ぶりとなる、7枚目のアルバム。7thシングル「聴かせてよ君の声」と8thシングル「Pure♡」の表題曲が収録されており、「聴かせてよ君の声」はアルバム仕様となっている。
3rdシングル「caress/place to be」に続く、スウェーデンのミュージシャン・トーレ・ヨハンソンによるプロデュース。ジャケットや歌詞カードの文字は、ほとんどが飯塚の手書き風。

## 批評
『CDジャーナル』は「トーレやウルフ・トレッソンらが提供したスウェディシュ・ポップな表情から、堂島孝平や吉田ゐさおらが作りあげたセンチメンタルな姿まで、一人の女性の悲喜な姿を軽やかに描いた逸品」と評した。

## 収録内容
| 全作詞: 飯塚雅弓。 |                                      |           |                                            |                                            |       |      |
| #                  | タイトル                             | 作詞      | 作曲                                       | 編曲                                       |       | 時間 |
| 1.                 | 「君といたmemory」                   | 飯塚雅弓  | cota                                       | 加藤みちあき                               |       | 4:51 |
| 2.                 | 「My best friend」                   | 飯塚雅弓  | 松岡モトキ                                 | 松岡モトキ                                 |       | 4:09 |
| 3.                 | 「ドライブしようよ！」               | 飯塚雅弓  | イズミカワソラ                             | トーレ・ヨハンソン                         |       | 3:45 |
| 4.                 | 「ごめんね」                         | 飯塚雅弓  | 岡崎律子                                   | トーレ・ヨハンソン                         |       | 4:02 |
| 5.                 | 「Pure♡」                            | 飯塚雅弓  | トーレ・ヨハンソン、ソルヴァイ・サンドネス | トーレ・ヨハンソン、ソルヴァイ・サンドネス |       | 3:28 |
| 6.                 | 「ユニフォーム」                     | 飯塚雅弓  | 吉田ゐさお                                 | 吉田ゐさお                                 |       | 5:41 |
| 7.                 | 「パーティー☆タイム」                | 飯塚雅弓  | ウルフ・トレッソン                         | トーレ・ヨハンソン                         |       | 2:43 |
| 8.                 | 「ぎゅっと。」                       | 飯塚雅弓  | 堂島孝平                                   | トーレ・ヨハンソン                         |       | 5:06 |
| 9.                 | 「Dream」                            | 飯塚雅弓  | 長谷川智樹                                 | 長谷川智樹                                 |       | 4:33 |
| 10.                | 「聴かせてよ君の声 〜S×S version〜」 | 飯塚雅弓  | 堂島孝平                                   | 鈴木CHiBUN智文                             |       | 4:16 |
| 合計時間:          | 合計時間:                            | 合計時間: | 合計時間:                                  | 合計時間:                                  | 42:34 |      |

## 参加ミュージシャン
| 君といたmemory - Guitars & Keyboards：加藤みちあき - Bass：美久月千春 - Drums：佐野康夫 - Piano：中西康晴 - Strings：弦一徹グループ My best friend - Guitars & Chorus：松岡モトキ - Bass：阿部光一郎 - Drums & Tambourine：小西昭次郎 - Keyboards：奥野真哉 ドライブしようよ！ ぎゅっと。 - All Instruments：トーレ・ヨハンソン ごめんね - Violin & Viola：フィリップス・ルネッサンス - Cello：オーサ・イェシュタード - All Other Instruments：トーレ・ヨハンソン | Pure♡ - Backing Vocals：ソルヴァイ・サンドネス - Drums：ラスマス・キールベルク - All Instruments：トーレ・ヨハンソン ユニフォーム - Drums：佐々木章 - Acoustic Guitar：中脇雅裕 - Piano：佐藤拓馬 - Keyboards：吉田ゐさお パーティー☆タイム - Drums：ラスマス・キールベルク - All Other Instruments：トーレ・ヨハンソン Dream - Guitars & Keyboards & Chorus：長谷川智樹 - Chorus：一木有佳子 聴かせてよ君の声 〜S×S version〜 - Piano：細海魚 - Bass：入江太郎 - Drums：矢部浩 - Guitars & Programming：鈴木"CHiBUN"智文 - Chorus：メガスマコーラス隊 |

## タイアップ
| 楽曲              | タイアップ                           |
| ----------------- | ------------------------------------ |
| Pure♡             | 子供服ブランド『TINKERBELL』CMソング |
| パーティー☆タイム | 子供服ブランド『TINKERBELL』CMソング |